# Jan Przybysław Majewski
Jan Przybysław Majewski (ur. 27 stycznia 1924 w Łukowie, zm. 12 sierpnia 2014 r. w Starogardzie Gdańskim) – polski poeta, lekarz psychiatra.

## Życiorys
Pochodził z rodziny urzędniczej. Ojca stracił w niemieckim obozie koncentracyjnym. Podczas okupacji pracował jako robotnik, uczył się na tajnych kompletach. Wiosną 1944 roku był w oddziale partyzanckim BCh. Szkołę średnią ukończył w czerwcu 1945 r., studia medyczne na Akademii Medycznej w Gdańsku – w 1950 r. Jako lekarz pracował początkowo na wsi, potem w szpitalu psychiatrycznym w Kocborowie (Starogard Gdański). Ożenił się w roku 1953, miał trzech synów. J.P. Majewski zaczął pisać wiersze już w wieku 17 lat, wkrótce jednak porzucił tę twórczość na rzecz pracy zawodowej. Powrócił do niej na emeryturze. Był autorem dziewięciu tomów wierszy. Niektóre z jego utworów były drukowane w „Słowie powszechnym”, „Dzienniku bałtyckim”, „Autografie”, „Dekadzie literackiej”, „Toposie”. Mimo podeszłego wieku aktywnie wzbogacał swój poetycki dorobek, zachęcony dobrym przyjęciem przez osoby kompetentne. Między innymi przez: Julię Hartwig, Teresę Ferenc, Krzysztofa Lisowskiego, Krzysztofa Kuczkowskiego, Karola Maliszewskiego, Adrianę Szymańską, Andrzeja Grzyba.

## Publikacje
- „Wiersze starego psychiatry” - nakładem autora, 1992
- „Berło z leszczyny” - Agencja „ART-STYL”, 1996
- „Pan pejzażu” - Towarzystwo Przyjaciół Sopotu „Topos”, 2000
- „Podmiot i figura” - Wydawnictwo Bernardinum, 2002
- „Pacierz biedronki” - Media-Kociewiak, 2005
- „Wiersze wybrane” - Media-Kociewiak, 2007
- „Wszystko było przy drodze” - Wydawnictwo Bernardinum, 2009
- „Z ziemi i z obłoków” - Wydawnictwo Bernardinum, 2012
- „Ludzie i Kwiaty” - Wydawnictwo Tadeusz Serocki, 2014